# Buprestis connexa
Buprestis connexa är en skalbaggsart som beskrevs av Horn 1875. Buprestis connexa ingår i släktet Buprestis och familjen praktbaggar. Inga underarter finns listade i Catalogue of Life.